# Сато Юто
Юто Сато (яп. 佐藤 勇人, нар. 12 березня 1982, Касукабе) — японський футболіст, півзахисник клубу «ДЖЕФ Юнайтед».
Виступав, зокрема, за клуб «ДЖЕФ Юнайтед», а також національну збірну Японії.
Має брата-близнюка, також професіонального футболіста Хісато Сато.

## Клубна кар'єра
У дорослому футболі дебютував 2000 року виступами за команду клубу «ДЖЕФ Юнайтед», в якій провів сім сезонів, взявши участь у 158 матчах чемпіонату. Більшість часу, проведеного у складі «ДЖЕФ Юнайтед», був основним гравцем команди.
Протягом 2008—2009 років захищав кольори команди клубу «Кіото Санга».
До складу клубу «ДЖЕФ Юнайтед» приєднався 2010 року. Відтоді встиг відіграти за команду з Тіби 206 матчів в національному чемпіонаті.

## Виступи за збірну
У 2006 році дебютував в офіційних матчах у складі національної збірної Японії. Наразі провів у формі головної команди країни 1 матч.

## Титули і досягнення
- Володар Кубка Джей-ліги: 2005, 2006